# Аристидис Акратопулос
Аристидис Акратопулос (грч. Αριστείδης Ακρατόπουλος) био је грчки тенисер, учесник на првим Олимпијским играма 1896 у Атини.
Акратопулос је учествовао на олимпијском тениском турниру у појединачној конкуренцији. У првом колу победио је аустралијског такмичара Едвина Тедија Флека. У другом колу је изгубио од свог земљака Грка Константиноса Паспатиса. У коначном пласману поделио је пласман од петог до седмог места.
Учествовао је у пару са својим братом Константиносом и на турниру мушких парова. У првом колу играли су са немачко—британским паром Траун—Боланд каснијим победницима турнира и изгубили. Поделили су четврто и пето место у коначном пласману.